# Hede revir
Hede revir var ett skogsförvaltningsområde inom Mellersta Norrlands överjägmästardistrikt, Jämtlands län, som omfattade Hede, Storsjö, Tännäs och Linsells socknar. Reviret var indelat i sex bevakningstrakter och omfattade 274 227 hektar allmänna skogar (1920), varav två kronoparker med 26 456 hektars areal.